# Каракул (Киргизстан)
Вижте пояснителната страница за други значения на Каракул.
Каракул (на киргизки: Каракөл; на руски: Кара-Куль) е град в Джалалабадска област, Киргизстан. Според данните от преброяването на населението в Киргизстан от 2009 година в града има 22 502 жители.

## География
Каракул е разположен в близост на мястото на което река Нарин се влива в река Кара Су. Градът е един от пунктовете по пътя Бишкек – Ош и се намира на 78 км от крайната железопътна точка Таш Кумир. Каракул е разположен терасовидно по склоновете на дълбока клисура, заобиколена от високи хребети. В самия град има три изкуствени езера, в непосредствена близост до него е Токтогулския язовир и още 2 езера, използвани за рибовъдство.

## История
Градът е основан на 16 юни 1962 година, като селище на хидроинженерите и строителите на най-големия в Централна Азия хидровъзел на язовир Токтогул. С указ на Президиума на Върховния съвет на Киргизката ССР от 7 януари 1977 година селището е преобразувано в град.